# Nicht der Homosexuelle ist pervers, sondern die Situation, in der er lebt
Nicht der Homosexuelle ist pervers, sondern die Situation, in der er lebt (no Brasil, Não É o Homossexual Que É Perverso, Mas a Situação Em Que Ele Vive) é um filme alemão de 1971 dirigido por Rosa von Praunheim, que segue a história de Daniel, um jovem homossexual que vive em Berlim, capital da Alemanha. Em paralelo a sua narrativa, é relatado situações cotidianas vivenciadas por homossexuais.

## Recepção crítica
A recepção do filme foi controversa. O filme foi criticado pela dura visão marxista da cultura gay masculina, descrita por alguns como homofóbica. Em resposta às críticas, um curta intitulado Audience Response to Its not the Homosexual... foi filmado durante uma discussão e entrevista com von Praunheim após a exibição do filme em 1973 no Museu de Arte Moderna de Nova York, e atualmente precede muitas das exibições do filme. O filme desencadeou o moderno movimento de libertação gay na Alemanha.
Gays não querem ser gays, mas sim tão burgueses e kitsch quanto o cidadão médio [...] Os gays têm vergonha de sua orientação porque séculos de educação cristã impuseram em suas mentes a sensação de serem porcos. É por isso que fogem dessa realidade cruel rumo ao mundo romântico do kitsch e dos ideais sociais. Seus sonhos são brilhantes como os que estampam revistas, sonhos de pessoas que buscam se libertar das adversidades da vida cotidiana rumo a um mundo formado inteiramente por amor e romance. Não são os homossexuais que são perversos, mas a situação em que eles vivem.Original (em alemão): "Sie sehnen sich nach einem trauten Heim, in dem sie mit einem ehrlichen und treuen Freund unauffällig ein eheähnliches Verhältnis eingehen können [...] Schwule schämen sich ihrer Veranlagung, denn man hat ihnen in jahrhundertelanger christlicher Erziehung eingeprägt, was für Säue sie sind. Deshalb flüchten sie weit weg von dieser grausamen Realität in die romantische Welt des Kitsches und der Ideale. Ihre Träume sind Illustriertenträume, Träume von einem Menschen, an dessen Seite sie aus den Widrigkeiten des Alltags entlassen werden in eine Welt, die nur aus Liebe und Romantik besteht. Nicht die Homosexuellen sind pervers, sondern die Situation, in der sie"— Nicht der Homosexuelle ist pervers, sondern die Situation, in der er lebt (1971), tradução livre do original (em alemão)